# Sen żony rybaka
Sen żony rybaka lub Poławiaczka awabi i ośmiornica (jap. 蛸と海女 Tako to Ama, dosł. Ośmiornica i Ama) – shunga, czyli erotyczny drzeworyt w stylu ukiyo-e, wykonany przez Katsushikę Hokusai i opublikowany w 1814 w albumie Kinoe no Komatsu. Jest to prawdopodobnie pierwszy przypadek wystąpienia w japońskiej erotyce (zob. hentai) motywu istot posiadających macki.

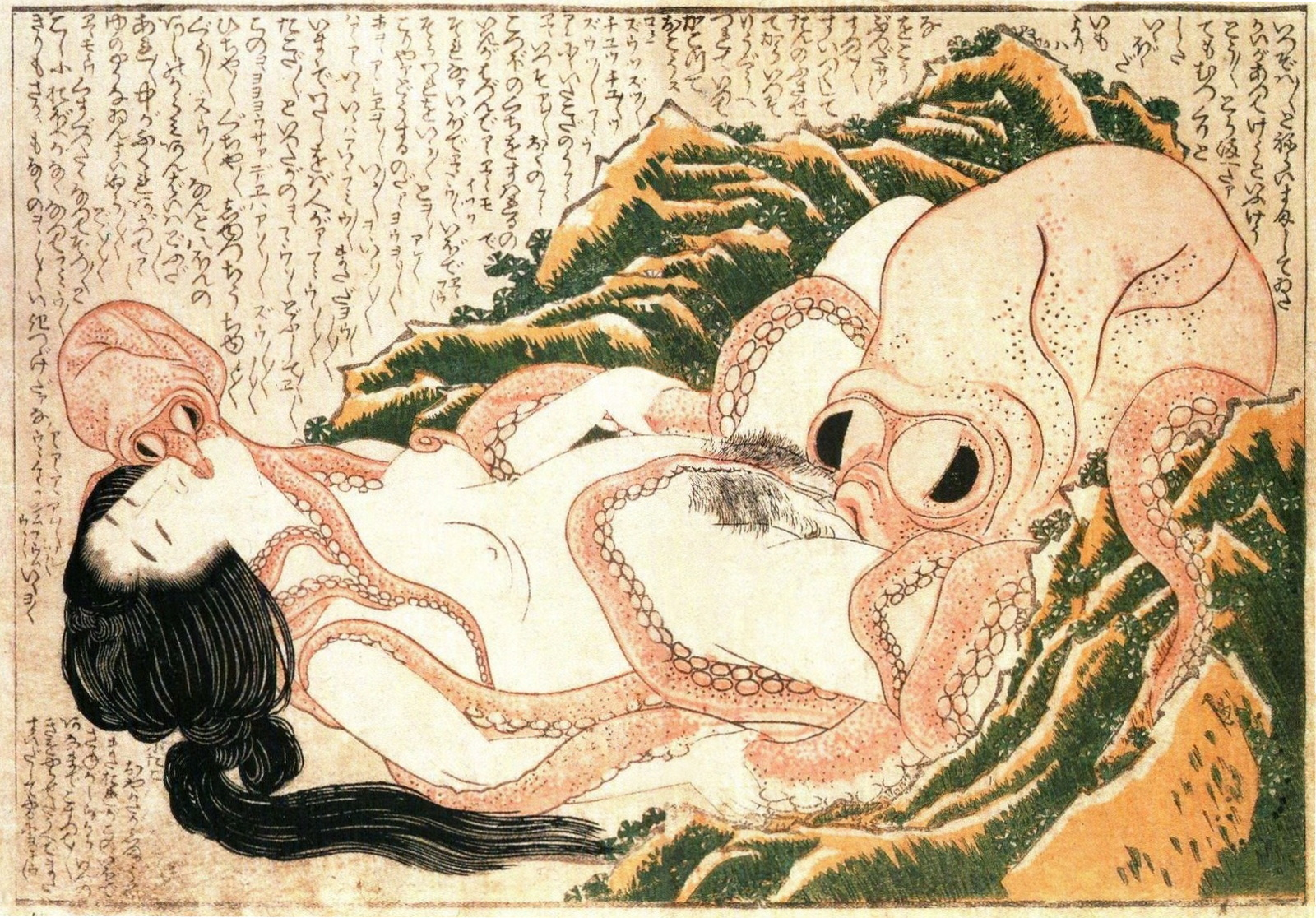
Sen żony rybaka, z tekstem: DUŻA OŚMIORNICA: Moje życzenie w końcu się spełnia, już; w końcu mam cię w garści! Twój „bobo” jest dojrzały i pełny, jak cudownie! Lepszy od wszystkich innych! Ssać i ssać i ssać jeszcze więcej. Po tym, jak zrobimy to mistrzowsko, zaprowadzę cię do Pałacu Smoka Boga Morza i cię otoczę. „Zuu sufu sufu chyu chyu chyu tsu zuu fufufuuu…” ŻONA: Ty okropna ośmiornico! Twoje ssanie przy ustach mojego łona sprawia, że tracę oddech! Aach! tak… jest… tam!!! Z przyssawką, przyssawką!! W środku, krętlik, krętlik, oooh! Oooh, dobrze, oooh dobrze! Tam, tam! Oooo! Dobrze! Uff! Aach! Dobrze, dobrze, aaaaaaaaaah! Jeszcze nie! Do tej pory to mnie ludzie nazywali ośmiornicą! Ośmiornicą! Ooh! Uff! Jak możesz...!? Ooh! „yoyoyooh, saa... hicha hicha gucha gucha, yuchyuu chyu guzu guzu suu suuu...” DUŻA OŚMIORNICA: Wszystkie osiem odnóg do roboty!! Jak ci się to podoba w ten sposób? Ach, spójrz! Wnętrze spuchło, zwilżone ciepłymi wodami pożądania. „Nura nura doku doku doku...” ŻONA: Tak, teraz to mnie mrowi; wkrótce nie będzie już żadnego czucia w moich biodrach. Ooooooh! Granice granic zniknęły! Zniknęłam...!!!!!! MAŁA OŚMIORNICA: Kiedy tatuś skończy, to ja również chcę pocierać bez końca moimi przyssawkami na grzbiecie twojego futrzanego schowka, aż znikniesz do szczętu, a potem będę ssać i jeszcze trochę: „chyu chyu...”

Drzeworyt przedstawia kobietę oplecioną mackami przez dwie ośmiornice, z których mniejsza się z kobietą całuje, zaś większa robi kobiecie cunnilingus.
Ten drzeworyt powstał podczas japońskiego okresu Edo, w czasach ponownej popularności religii shintō. Owo dzieło uznaje się połączenie animizmu (który był ważnym elementem szintoizmu) ze swobodnym podejściem do seksualności, dzięki czemu obraz Sen żony rybaka stanowi jedno z najsławniejszych shunga.